# Ist (település)
Ist falu Horvátországban Zára megyében. Közigazgatásilag Zárához tartozik.

## Fekvése
Zárától légvonalban 41 km-re északnyugatra, Pagtól légvonalban 30 km-re délnyugatra az azonos nevű szigeten, annak legszűkebb részén fekszik. A sziget területe 9,73 km², északnyugatról a Škradska vrata, északkeletről a Vir-tenger, délkeletről a Molat-sziget határolja, rajtuk kívül sok kis sziget és zátony veszi körül. Legmagasabb portnja a 175 méter magas Straža.

## Története
Ist első említése 1311-ben „Ost” néven történt, 1527-ben „Isto” alakban említik. A név valószínűleg illír eredetű, jelentése nem ismert. Első ismert lakói az illírek voltak, majd őket a rómaiak követték. A betelepülő horvátok latin nyelvű lakosságot találtak itt, akiktől átvették a hegyfokok és a környező kis szigetek nevét. A 15. században a dalmát szigetekkel együtt a Velencei Köztársaság fennhatósága alá került. 1579-ben Szent Miklós temploma a molati plébánia filiája volt. 1603-ban Priuli dózse látogatáskor Ist a Molat alá rendelt zapunteli káplánhoz tartozott, aki minden második vasárnap celebrált itt misét és néha a betegek részére a templomban tartotta az oltáriszentséget. Az istiek abban az időben a zapunteli temetőbe temetkeztek. Az önálló isti plébániát a 18. század elején alapították, első plébánosát 1729-ben említik. A század végétől 1918-ig Ist a Habsburg Birodalom része volt. 1856-ban felépült a mai plébániatemplom. A szigetnek 1857-ben 342, 1910-ben 476 lakosa volt. Iskoláját 1880-ban alapították. 1890-től az istiek közül sokat utaztak ki a tengerentúlra, hogy pénz gyűjtsenek. A legtöbben hat-nyolc évig maradtak ott, majd visszatérve hajókat vásároltak. 1928 és 1940 között a tonnasúly alapján Ist tengeri flottája volt a legnagyobb egész Dalmáciában. Földműves szövetkezetét 1912-ben alapították, ugyanebben az évben kezdte meg működését a "Ljudevit Gaj" olvasókör is. Az első világháborút követően előbb a Szerb-Horvát-Szlovén Királyság, majd Jugoszlávia része lett. 1925-ben tamburazenekar alakult a településen. 1940 őszén befejezték a ciszternától a Bratski dvorig a vízvezeték építését. 1941-ben felépült a falu kultúrháza. 1947-ben meghosszabbították a még a monarchia idején kiépített fő partszakaszt. Posta már az I. világháború eleje óta működik a településen, azt az épületet, amelyben ma a posta és az orvosi rendelő működik 1983-ban adták át. 1958-ban áramtermelő aggregátort építettek a szigeten, míg a kontinensről történő áramellátás 1966-ban indult meg. A második világháború után lakosságának több mint a fele vándorolt ki Amerikába a jobb élet reményében. A szigetnek 2011-ben 182 lakosa volt, akiknek fő megélhetési forrása a turizmus, az olívatermesztés és a földművelés. A szigeten két üzlet, két kávézó, egy pizzéria és három étterem található. A sziget elsősorban a hajósok, a búvárok és a horgászok körében népszerű célpont.

## Lakosság
| Lakosság változása | Lakosság változása | Lakosság változása | Lakosság változása | Lakosság változása | Lakosság változása | Lakosság változása | Lakosság változása | Lakosság változása | Lakosság változása | Lakosság változása | Lakosság változása | Lakosság változása | Lakosság változása | Lakosság változása | Lakosság változása |
| ------------------ | ------------------ | ------------------ | ------------------ | ------------------ | ------------------ | ------------------ | ------------------ | ------------------ | ------------------ | ------------------ | ------------------ | ------------------ | ------------------ | ------------------ | ------------------ |
| 1857               | 1869               | 1880               | 1890               | 1900               | 1910               | 1921               | 1931               | 1948               | 1953               | 1961               | 1971               | 1981               | 1991               | 2001               | 2011               |
| 342                | 348                | 409                | 429                | 455                | 476                | 476                | 527                | 552                | 544                | 495                | 412                | 299                | 237                | 202                | 182                |

## Nevezetességei
- Szent Miklós püspök tiszteletére szentelt plébániatemplomát 1856-ban építették a már 1640-ben említett régi templomtól keletre. A templomot 1858-ban szentelte fel J. Godeassi zárai érsek. A templom görög kereszt alaprajzú, sekrestyéje és három oltára van Szent Miklós, Szent Pál és a Rózsafüzér Királynője ábrázolásával. A templomhajóban a Lourdes-i Szűzanya szobra és Szent Mihály képe látható. A templomot 1990-ben teljesen megújították, ekkor öt festett üvegablakkal és új keresztúttal gazdagították. A mennyezeten Szent Miklós olajjal vászonra festett képe látható. A templom közelében álló, kőből épített harangtornyot 1979-ben építették, nyolcszögletű toronysisak fedi és két harang található benne.[4]
- A Straža nevű magaslaton álló Havas Boldogasszony templomot 1865-ben fogadalomból építették. A helyi születésű Anton Segarić kanonok ajándéka. 1929-ben Šimo Segarić költségén hosszabbították és szélesítették.[4]
- A plébánia 1882-ben épült, 2001-ben megújították.
- Ist látnivalói a természet érintetlen szépsége, valamint a sziget belsejének hegyvidéki jellegű olívaültetvényei.

## Galéria
- Ist szigete a távolból.
- Ist délkeleti része.
- Ist délkeleti része Molat szigetével.
- Nagyméretű jacht az isti kikötőben.

## Fordítás
- Ez a szócikk részben vagy egészben  az   Ist című horvát Wikipédia-szócikk ezen változatának fordításán alapul.  Az eredeti cikk szerkesztőit annak laptörténete sorolja fel. Ez a jelzés csupán a megfogalmazás eredetét és a szerzői jogokat jelzi, nem szolgál a cikkben szereplő információk forrásmegjelöléseként.